# 1995年の航空
1995年の航空（1995ねんのこうくう）では、1995年の、世界の航空の状態や出来事をまとめる。
1994年の航空 - 1995年の航空 - 1996年の航空

## 概観（通年）

### 旅客航空
ICAOによると、本年は航空旅客輸送数が、前年比で約7%増加し、約13.03億人であった。

### 貨物航空
ICAOの統計資料Civil Aviation Statistics of the Worldの数値をindex mundiが掲載した数字によると、本年の貨物トンキロは83,098 million tonne‑kmだった。（1994年の77,183から＋7.6%増と推定されている）

### ICAOで5言語化
第31回ICAO総会は1995年9月19日～10月4日に開催され、9月29日にシカゴ条約のアラビア語版正式採用に関するプロトコル、すなわち英・仏・露・西・アラビア語の5言語で正式テキストとするプロトコル（Quinquelingual Text Protocol）が承認され署名された。この動きは、ICAO内での多言語運用体制を強化する一歩だったと考えられている。

## 航空に関する出来事
- 2月13日 - マイアミ国際空港を激しい雷雨が襲い、4機の定期航空機などが損害を受け、5,000,000ドルの被害がでた。
- 2月21日 - スティーヴ・フォセットが、気球で韓国からカナダまでを飛行し、太平洋を最初に気球で横断した。
- 8月11日 - エンブラエル ERJ 145が初飛行
- 8月16日 - コンコルドが、31時間27分で世界一周飛行を行い、世界一周飛行の速度記録を更新した。ニューヨークのジョン・F・ケネディ国際空港を出発し、トゥールーズ、ドバイ、バンコク、グアム、ホノルル、アカプルコを経由してニューヨークに戻った。

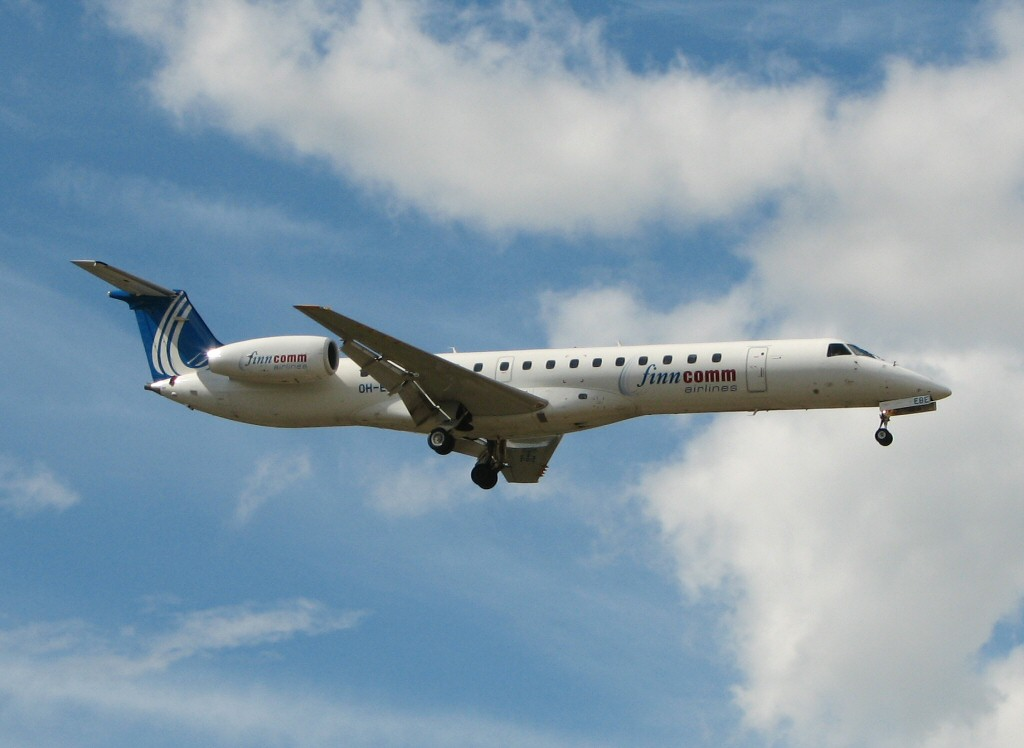
エンブラエル ERJ 145 （8月11日）

## 軍事航空
1995年の軍事航空の状態やできごとについて。
軍事作戦など
- 1月26日 - ペルーとエクアドルの間で、セネパ戦争（英語版）が勃発し、ペルー軍のヘリコプター、Mi-8とMi-25とエクアドル軍のヘリコプター、アエロスパシアル ガゼルが地上攻撃作戦を開始した。
- 2月9日〜12日 - セネパ戦争が激化し、ペルー、エクアドルの両空軍の活動が激しくなった。
- 2月10日 - ペルー軍の2機のスホーイSu-22Mがエクアドル空軍のミラージュF.1JAによって撃墜され、ほぼ同時に、ペルー軍のセスナ A37Bが、エクアドル空軍のクフィル C.2によって撃墜された。
- 4月4日 - ロシア空軍の航空機がロシアのチェチェン共和国の派兵の支援のために出撃した。
- 5月25日 - NATO軍の航空機がセルビアの弾薬庫を空襲した。
- 5月28日 - セルビア軍が、ボスニア・ヘルツェゴビナの外務大臣の搭乗したMi-8とアメリカ空軍のF-16 ファイティング・ファルコンを撃墜した。
- 8月30日 - NATO軍によりボスニアのセルビア人勢力に対する航空作戦が行われた。最初の24時間に 200回の出撃が行われた。ドイツ空軍も第二次世界大戦後、初めて実戦に参加し、攻撃は9月14日まで続いた。

新型機など
- 6月22日 - アメリカ空軍・海軍共同初等練習機にT-6 テキサンIIが選定される。
- 10月7日 - 三菱重工業のF-2支援戦闘機（当時はXF-2）が初飛行。

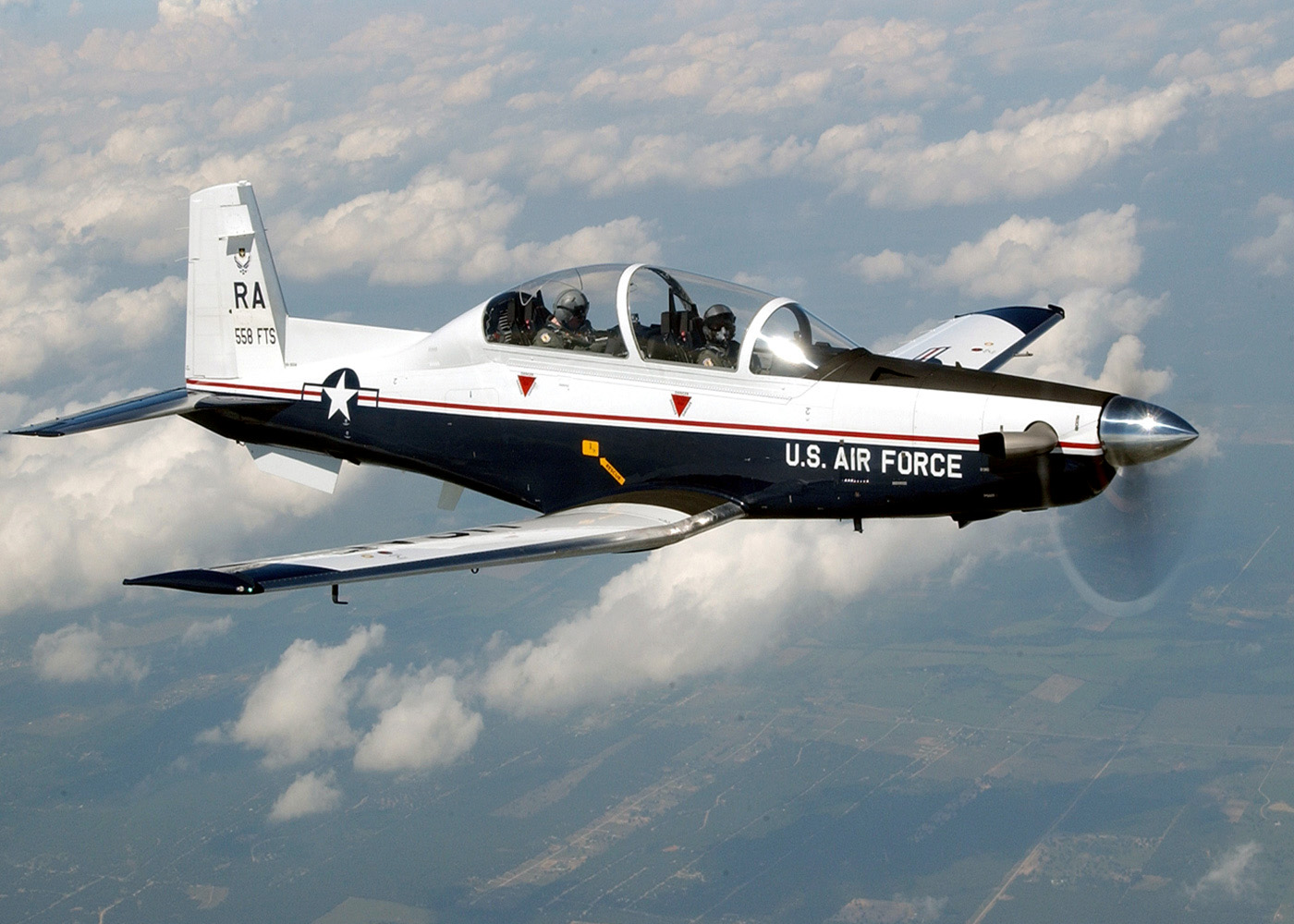
T-6 テキサンII
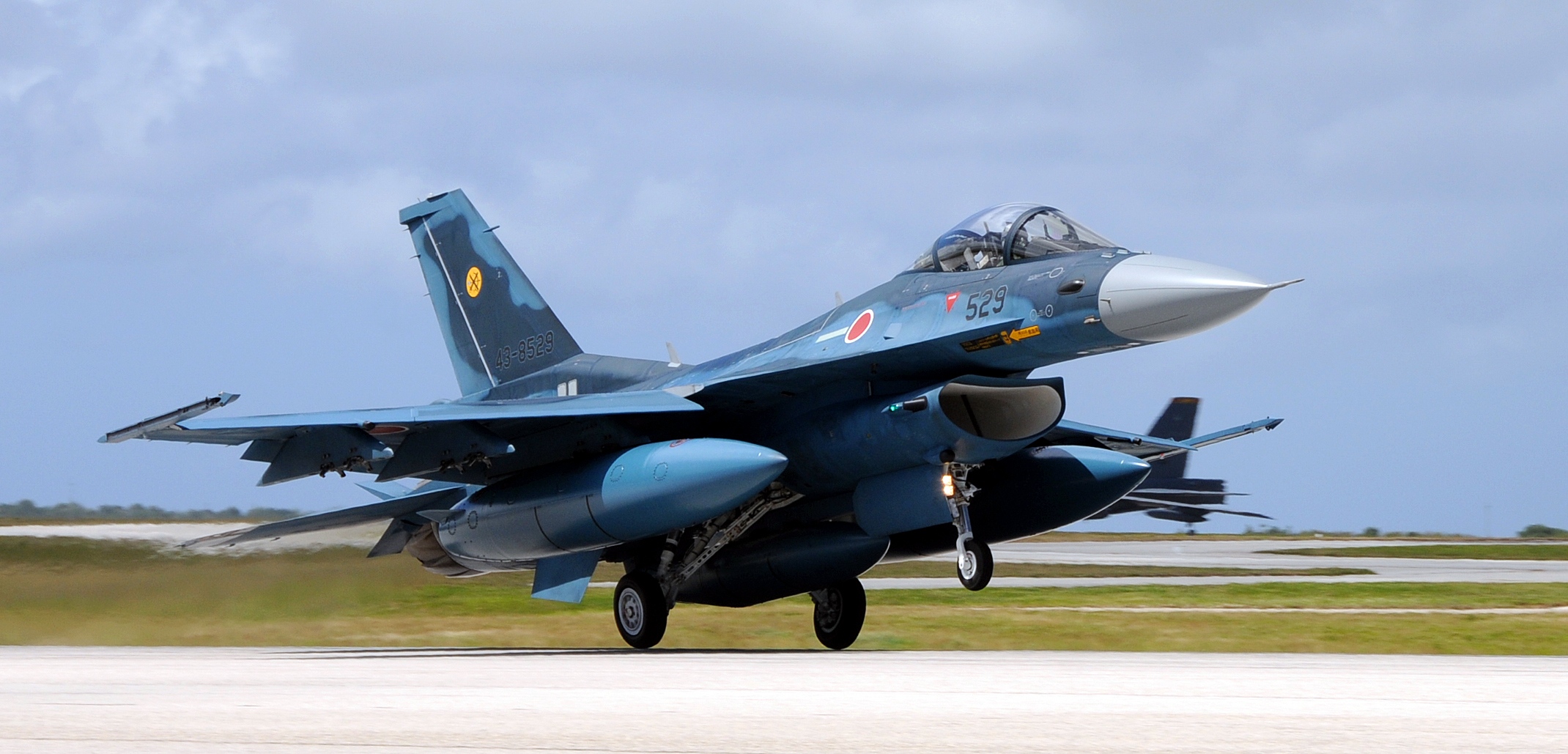
F-2支援戦闘機

## 航空事故
FlightGlobalは、1995年における致命的事故とセキュリティ関連インシデントの件数は前年と比較して減少したとの統計を発表した。
死亡者数は前年の941人から710人に減少し、1億旅客キロあたりの死亡率も0.045から0.03へと低下した。ハイジャックやその他の不法干渉の件数も、前年の37件（31人死亡、52人負傷、実行犯5人死亡、1人負傷）から大幅に減少し、本年は3件（一般人2人と実行犯1人が負傷）。
- 2月10日 - アントノフ An-70 の試作機が同伴機（チェイサー）のAn-72とボロディアンカ上空で空中衝突し、7人の乗員が死亡した。

en:1995 Borodianka mid-air collision（1995年ボロディアンカ空中衝突事故、英語版）を参照。
- 3月14日 - アエロフロートのアントノフ An-12がバクー近郊で燃料切れで墜落した。原因は乗組員の怠慢であるとされ、乗務員の飲酒も疑われた。
- 12月20日 - アメリカン航空965便（ボーイング757）がコロンビアのカリ付近の山地に墜落し、159人が死亡した。（アメリカン航空965便墜落事故）

## 航空に関する賞の受賞者
- ハーモン・トロフィー：アイリーン・コリンズ
- デラボー賞：スティーヴ・フォセット (USA) 、ワレリー・ポリャコフ (Russia)